# Прапор Рахівського району
Пра́пор Ра́хівського райо́ну — один з офіційних символів Рахівського району Закарпатської області, затверджений 27 листопада 2001 року рішенням сесії Рахівської районної ради.
Автори — Уляна та Андрій Ґречило.

## Опис
Прапор району становить собою прямокутне полотнище зі співвідношенням сторін 2:3, поле від древка (довжиною в 1/3 довжини прапора) розділене на 7 рівновеликих горизонтальних смуг – 4 сині і 3 жовті, з вільного краю у центрі зеленого квадратного поля біла квітка білотки альпійської (едельвейсу) з жовтим осердям (квітка вписана в умовне коло діаметром 2/3 ширини прапора). 
Зворотна сторона прапора має дзеркальне зображення.

## Зміст
Зображення квітки білотки альпійської підкреслює винятковість місцевого природного середовища, оскільки саме на території Рахівщини ще досі можна зустріти цю рідкісну гірську рослину. Зелений колір символізує густі ліси та інші природні багатства. 7 синьо-жовтих смуг є на гербі області. Вони підкреслюють знаходження району у складі Закарпатської області.